# Subocz
Subocz (lit. Subačius) – miasto na Litwie, położone w okręgu poniewieskim, 14 km od Kupiszek.
Znajduje tu się stacja kolejowa Subocz, położona na linii Radziwiliszki – Rakiszki.

## Historia
Podczas okupacji hitlerowskiej na początku lipca 1941 roku Niemcy utworzyli getto dla żydowskich mieszkańców. Przebywało w nim około 200 osób. W grudniu 1941 roku Niemcy zlikwidowali getto, a Żydów zamordowano. 

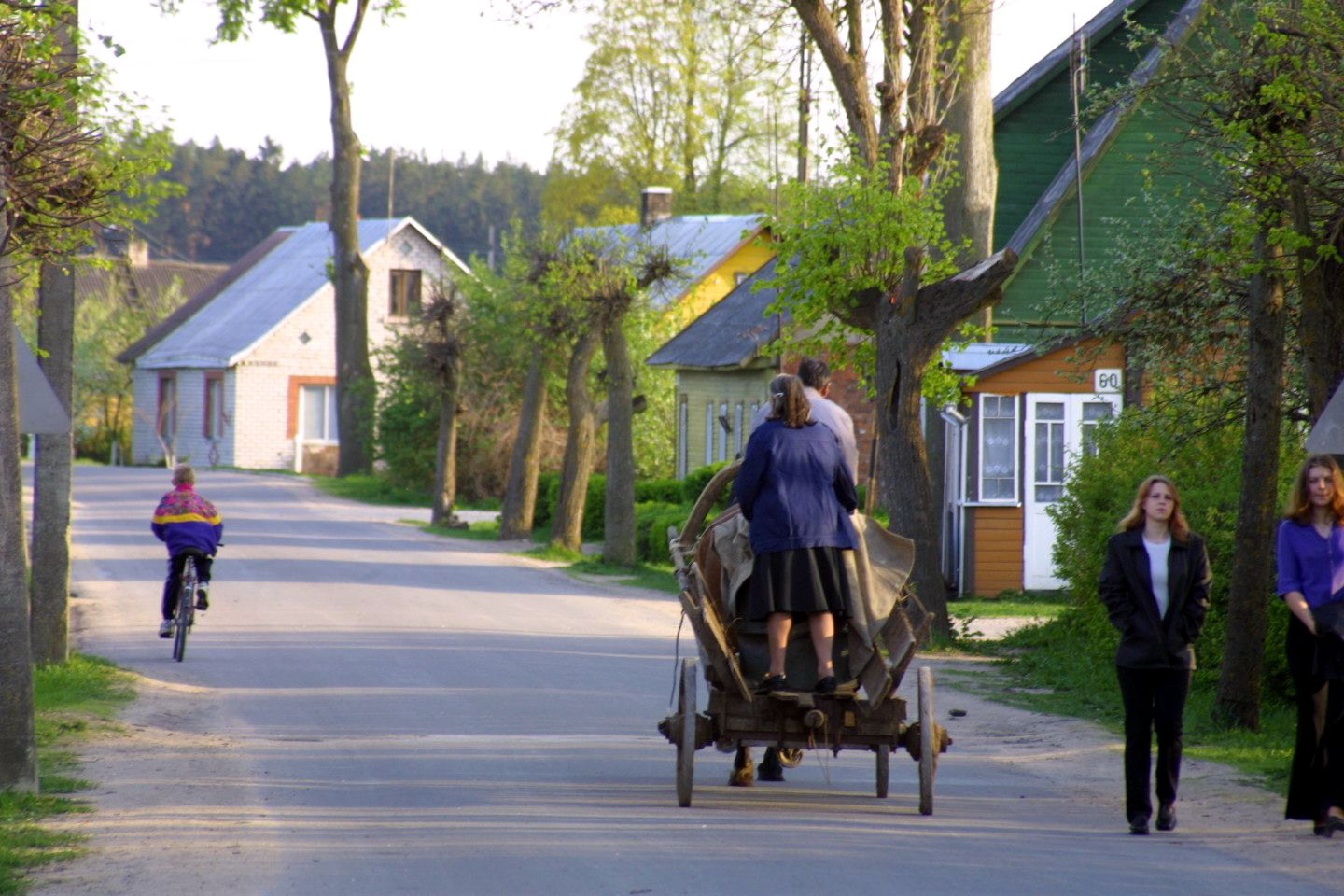
Ulica miasta